# Oxinasphaera tripartita
Oxinasphaera tripartita là một loài chân đều trong họ Sphaeromatidae. Loài này được Richardson miêu tả khoa học năm 1910.